# Same Key
『Same Key』（セイム・キー）は、韓国の男性アイドルグループ・RIIZEの日本デジタルシングル。2024年7月14日にユニバーサルミュージック・EMI Recordsよりリリースされた。

## 概要
「Love 119 (Japanese Ver.)」以来の日本語楽曲であり、RIIZEにとって初めての日本オリジナル楽曲。テレビ朝日系24局にて放送された土曜ナイトドラマ「顔に泥を塗る」の主題歌に起用され、このドラマのために書き下ろされた。
「もし違う人生を生きたとしても、必ず君に出会って恋をする」という思いが綴られた真っ直ぐなラブソング。まるでハーモニーのように寄り添う２人を“Same Key”というキーワードで表現されている。
2024年9月5日発売の日本デビューシングル『Lucky』のカップリング曲として収録された。また9月11日には、同曲のオーケストラバージョンおよびピアノバージョンが収録されたサウンドトラック『テレビ朝日系土曜ナイトドラマ「顔に泥を塗る」オリジナル・サウンドトラック』がリリースされた。

## 収録曲
1. Same Key[4:03]
  - 作詞・作曲・編曲：FAST LANE

## タイアップ

### タイアップ
| 起用年 | タイトル | タイアップ                                         |
| ------ | -------- | -------------------------------------------------- |
| 2024年 | Same Key | テレビ朝日系土曜ナイトドラマ『顔に泥を塗る』主題歌 |

### サウンドトラック
2024年9月11日、同ドラマのサウンドトラックがバップよりリリースされた。アルバムには「Same Key (MUD Orchestra Instrumental Version)」「Same Key (Piano Version)」を含む21曲が収録されている。

## リリース日程
| 地域                                             | 日付          | 規格         | レーベル                   |
| 「Same Key」                                     | 「Same Key」  | 「Same Key」 | 「Same Key」               |
| ------------------------------------------------ | ------------- | ------------ | -------------------------- |
| 日本                                             | 2024年7月14日 | 配信         | EMI Records / ユニバーサル |
| 世界                                             | 2024年7月14日 | 配信         | EMI Records / ユニバーサル |
| 韓国                                             | 2024年7月14日 | 配信         | SM / カカオ                |
| 日本デビューシングル「Lucky」                    |               |              |                            |
| 日本                                             | 2024年7月29日 | 配信         | EMI Records / ユニバーサル |
| 世界                                             | 2024年7月29日 | 配信         | EMI Records / ユニバーサル |
| 韓国                                             | 2024年7月29日 | 配信         | SM / カカオ                |
| 日本                                             | 2024年9月5日  | CD           | EMI Records / ユニバーサル |
| 『「顔に泥を塗る」オリジナル・サウンドトラック』 |               |              |                            |
| 日本                                             | 2024年9月11日 | CD           | バップ                     |
| 日本                                             | 2024年9月11日 | 配信         | バップ                     |